# Miconia rhytidophylla
Miconia rhytidophylla là một loài thực vật có hoa trong họ Mua. Loài này được Naudin mô tả khoa học đầu tiên năm 1850.